# Краківське повстання 1846
Краківське повстання (пол. Powstanie krakowskie) — повстання, яке відбулося у Вільному місті Кракові з 21 лютого по 4 березня 1846 року. Краківське повстання 1846 року стало одним з елементів загального польського повстання на території Великопольщі, Вільного міста Кракова, Галичини і Конгресової Польщі проти Австро-Угорщини, Східної Пруссії і Російської імперії.

## Історія

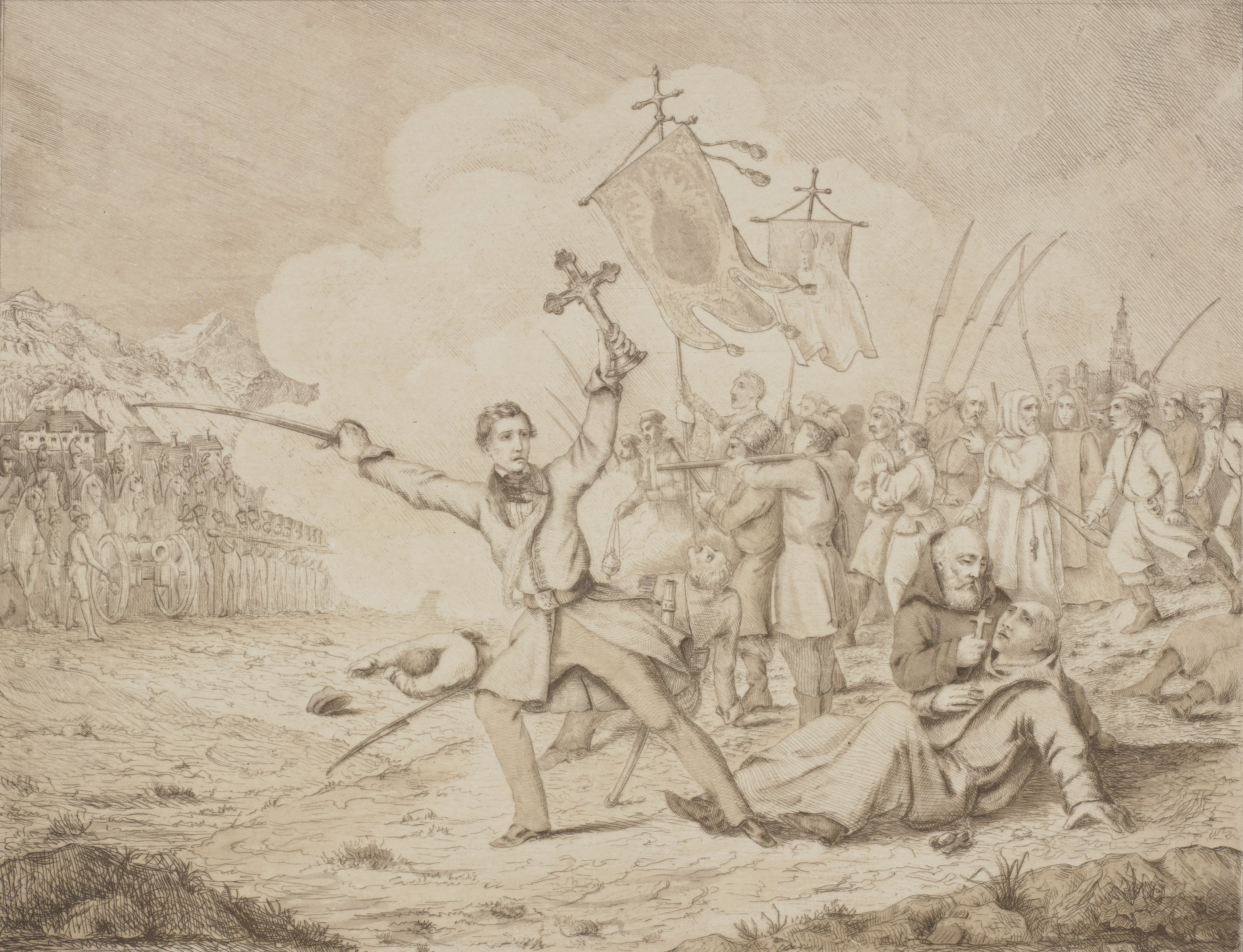
Едвард Дембовський під час хрестового походу 27 лютого 1846 року

Після низки невдалих повстань першої половини XIX століття польські змовники вирішили агітувати польських селян, щоб ті стали брати участь у національно-визвольному русі. В обмін на участь в боротьбі за незалежність змовники, більшість яких були польськими інтелігентами, обіцяли передати селянам землю в їх власність. Агітацією селян зайнялася невелика група польської інтелігенції, найбільш відомих з якої був польський літературний критик і філософ Едвард Дембовський. За ініціативою емігрантського Польського демократичного товариства в Польщі було організовано змову, керівники якого планували підняти загальне польське повстання на початку 1846 року. У січні 1846 року було створено Національну Раду Польської Республіки, що складається з Кароля Лібельта з Познані, Лювика Гожковського з Кракова і Яна Тисовського з Галичини. У січні 1846 року був заарештований пруською владою Кароль Лібельт разом з іншими сімдесятьма змовниками, у тому числі з Людвіком Мерославським. Арешти змовників також відбулися у Львові.
Через арешт змовників у Східній Пруссії і після невдалих операцій в Царстві Польському, повстання обмежилося тільки територією Вільного міста Кракова. Наприкінці 1845 року Едвард Дембовський і Теофіл Барвінський організували в Кракові повстанський комітет, що складається з польської шляхти та інтелігенції.
18 лютого 1846 року в Краків увійшов невеликий австрійський загін. 20 лютого в будинку торговця Марселя Мишковського було проголошено початок повстання в ніч з 21 на 22 лютого 1846 року. У Кракові спалахнули бої, після чого австрійські війська відійшли від міста. 24 лютого в Кракові був сформований «Rząd Narodowy Rzeczypospolitej Polskiej» (Національна рада Польської Республіки), який видав «Маніфест Національного уряду». Маніфест закликав польське селянство до повстання, обіцяючи ліквідувати стани і дати землю селянам. Головою Національного уряду був Ян Тисовський.

### Розвиток повстання
21 лютого 1846 року група озброєних повстанців з Бжозува під керівництвом Теофіла Осташевського вирушили на місто Санок. Група Фелікса Урбанського і Юліана Гослара була затримана в селі Хачув і під арештом відправлена в Санок. Група Єжи Булгарина атакувала Санок зі сторони Лупковського перевалу.
Повстанці з південної частини сяноцького регіону вирушили в сторону Кракова трьома групами: з сіл Цисна через Балигруд, Литовська і Устшика-Земного. 180 учасників повстання зібралося в Ухерце. У цю групу приєдналися селяни з навколишніх сіл і вона вирушила в бік села Захутинь, де вступила в бій з австрійським загоном. Не отримавши підтримки з півночі ця група відійшла до Угорщини.
Група Францішека Волянского вирушила на Ясло; по дорозі в це місто група вступила в бій з австрійськими загонами і зазнала поразки.
Представник емігрантського Польського демократичного товариства Йозеф Капусьцинский зі своєю групою атакував австрійського старосту в Пільзно.
22 лютого 1846 року Краків був звільнений від австрійської влади. До краківських повстанців приєдналося близько 6 тисяч осіб, але через відсутність зброї залишилося лише близько двох тисяч. 26 лютого 1846 року відбувся єдиний бій краківських повстанців і австрійських військ під керівництвом полковника Людвіга фон Бенедека. До австрійців приєднався невеликий загін з місцевих селян.
Після поразки краківського повстанського підпілля, Едвард Дембовський 27 лютого вирушив з хресним походом під хоругвами до селян, які були на боці австрійських військ. Дорогу процесії перегородило австрійське військо і пролунали постріли, після яких Едвард Дембовський був убитий.

## Наслідки повстання
Загибель Едварда Дембовського стала завершенням повстання в Кракові. 1 березня австрійські війська стояли перед містом і вимагали його здачі. 3 березня група Яна Тисовского покинула Краків і відійшла в бік Пруссії.
До Краківського повстання австрійська влада спровокувала галицьких селян проти польських землевласників. 19 лютого відбулася так звана галицька різанина, під час якої селяни вбили близько 3 тисяч польських землевласників. Після галицької різанини польські повстанці перестали сподіватися на селянську участь у національно-визвольній боротьбі.
Ян Тисовський разом з 1500 повстанцями був виданий російською владою Пруссії. У Пруссії було засуджено 254 осіб до різних строків ув'язнення, з них 8 осіб були засуджені до смертної кари.
3 березня в Краків увійшли російські експедиційні сили і 7 березня — австрійські. У Кракові був розпущений Сенат і замість нього була створена «Tymczasową Radę Administracyjną Cywilno-Wojskową Wolnego Miasta» (Тимчасовий адміністративний цивільно-військова рада Вільного міста). Було заарештовано близько 1200 жителів міста, що підозрювалися в участі повстання. Близько ста осіб були засуджені на довічне ув'язнення. 16 листопада 1846 року Краків втратив свій статус вільного міста і був включений до складу Австро-Угорщини під назвою Велике князівство Краківське.